# Pédibus
 (février 2023).

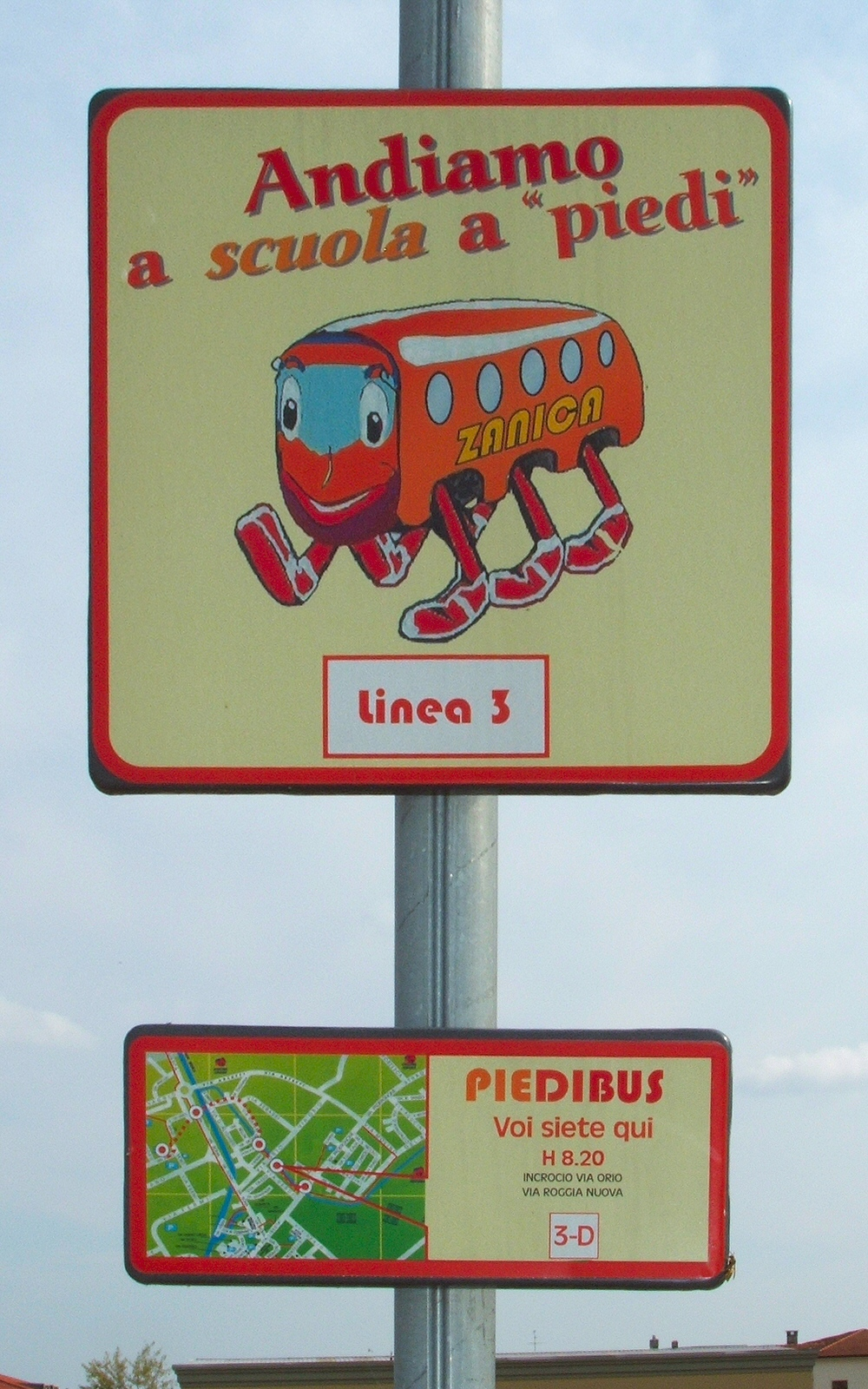
Panneau de pédibus en Italie

Le pédibus désigne un mode de transport collectif pédestre, principalement utilisé pour le ramassage scolaire. Au Canada, on emploie également l’expression « pédibus scolaire »[1], tandis qu’en Belgique, on parle de « ramassage scolaire à pied ». Ce concept n’est pas exclusif au monde francophone : en anglais, on le désigne par « walking bus », et en allemand par « Schulwegbegleitung ».

## Principe
Les objectifs principaux sont de :
- limiter le recours à un véhicule motorisé ;
- favoriser la santé des écoliers, leur équilibre physique et psychique ;
- faire prendre conscience aux enfants qu'ils participent ainsi activement à la préservation de l'environnement ;
- donner à ces derniers l'habitude quotidienne d'une activité physique sans risque de fatigue.
- Et apprendre aux enfants à traverser la route en toute sécurité.

Ils recouvrent donc tout autant les domaines économique, pédagogique, environnemental que de la santé.

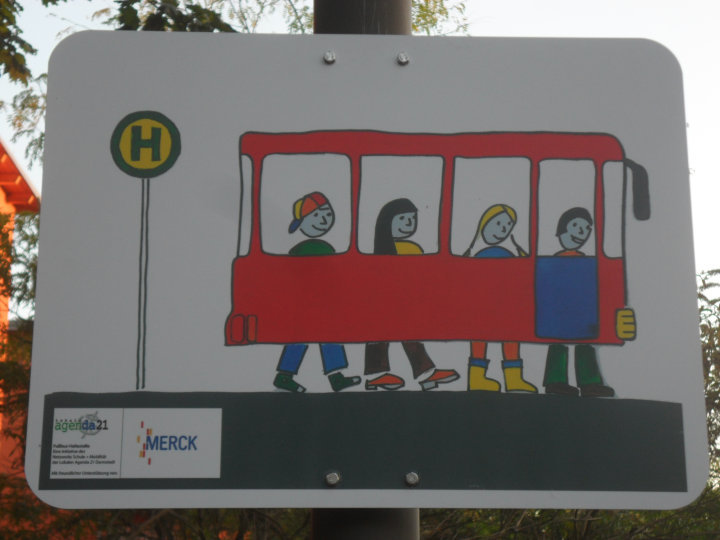
Panneau de pédibus en Allemagne

Le pédibus est actuellement en fonctionnement dans de nombreux pays comme au Royaume-Uni, en Autriche, au Canada, en Suisse (surtout dans les cantons romands), en France dans de nombreuses villes comme Caluire-et-Cuire,  Lyon, le Grand Lyon, Rouen... 
Sur le territoire du Grand Lyon où les pédibus sont très développés : on comptait 152 lignes de pédibus quotidiennes en octobre 2007[réf. souhaitée].
Il consiste à convoyer les enfants sur le trajet domicile-école. Les enfants d'un quartier se déplacent à pied, encadrés par des parents équipés de chasubles fluorescentes. Les groupes d'enfants se forment à des endroits déterminés et ont un horaire précis. Plusieurs lignes peuvent desservir la même école. En France, les distances des lignes vont de 250 m à 1 700 m.
Les pédibus découlent de la réalisation d'un Plan de Déplacements d'Écoles appelé également Plan de Déplacements Domicile-École ou Plan de Déplacements d'Établissements Scolaires (PDES), élaboré en concertation entre la ville, la communauté éducative et les parents. Il consiste en un diagnostic de la mobilité et de l'accessibilité. Les conditions de sécurité routière sont examinées. La question des responsabilités est examinée. Les itinéraires sont validés.
Le pédibus a pour vocation un fonctionnement quotidien. Pour certains parents, il s'agit d'une réponse aux problèmes d'encombrements posés par la voiture. Actuellement[Quand ?], plusieurs centaines de lignes quotidiennes fonctionneraient en France[réf. souhaitée].
Ce système est à mettre en parallèle avec l'augmentation importante de la proportion de parents emmenant leurs enfants en voiture à l'école (de 10 % en 1983 à 40 % en 2003, 82 % en 2013 en France) ; la plupart du temps pour un trajet inférieur à 1 km à pied, soit environ 12 minutes de marche.
Il existe aussi des autobus cyclistes (ou vélobus) sur le même principe, pour des trajets un peu plus longs en moyenne.

## Controverse à propos de l'utilisation du motPédibus
Pédibus est un mot de la langue française signifiant à pied, qui peut être utilisé par tout un chacun.
Depuis 2001, de nombreuses dénominations des autobus pédestres ont vu le jour : Pas Di Bus, Pédobus, Piedibus, Piedbus, Pergobus, Trottibus, Pti’bus, Carapatt, Carapatte, Car-a-pattes, Brégi-bus, Mil'pied, Mille pattes, 1000 pattes, Franchenille, Pédichartres, Pédidier, Jomexpress, Goss’Trotter, Gambettobus, Pédi-Rousseau, Pas à pas, Kangoubus, Sablobus, Jeanbibus, Galopince, Pastacaisse, ÉcoloBus, Écol’o’Bus, L’écol’opas, Pediplus, Rest'apattes, Car'à'pattes, RamasseLoustics, Écolapattes, etc.
En 2000, dans une étude pour l'Ademe, le cabinet Targeting avait recommandé le dépôt par l'Ademe d'une marque pour l'écomobilité scolaire, comme cela existe dans d'autres pays. L'Ademe n'ayant pas souhaité le faire à l'époque, le cabinet Targeting a déposé en 2001, la marque Le Pédibus auprès de l'INPI. Des nombreuses villes et associations utilisant le terme Pédibus, seul un petit nombre a été en relation avec le cabinet Targeting. Plusieurs villes se sont fait confirmer par leurs juristes qu'elles pouvaient en toute sécurité utiliser ce terme.
En 2006, l'ADEME a déposé les marques Carapattes pour les bus pédestres et Caracycles pour les bus cyclistes. Mais, dans le langage courant, les termes les plus couramment utilisés sont Pédibus et Vélobus, qui disposent d'une bonne notoriété et semblent maintenant bien ancrés dans les pratiques et dans les médias. Si le terme Vélobus fait l'objet de plusieurs dépôts de marques à l'INPI, ces marques ne concernent nullement l'objet du ramassage des scolaires à vélo, et l'Ademe a largement contribué dans ses publications à l'usage de ce terme.

## En Suisse
En Suisse, les premières lignes ont été fondées à Lausanne en 1999, à l'instigation de Monique Corbaz, pour être formellement reconnues et soutenues par la Municipalité la même année . Le pédibus connaît pour l'instant davantage de succès dans la partie romande (francophone) du pays qu'en Suisse alémanique, où on considère souvent que les enfants peuvent aller à pied à l'école sans accompagnement.